# SM U-56
SM U-56 – niemiecki okręt podwodny typu U-51 zbudowany w Kaiserliche Werft w Gdańsku w latach 1914-1916. Wodowany 18 kwietnia 1916 roku, wszedł do służby w Cesarskiej Marynarce Wojennej 23 czerwca 1916 roku. Służbę rozpoczął w II Flotylli, a jego dowódcą został kapitan Hermann Lorenz. U-56 w czasie jednego patrolu zatopił 5 statków o łącznej pojemności 5701 BRT. 18 czerwca 1916 roku okręt został przydzielony do II Flotylli. 
W czasie swojego pierwszego patrolu bojowego U-55 operował w rejonie Przylądka Północnego w Norwegii. 22 października 1916 roku U-56 zatopił niewielki rosyjski parowiec „Theodosi Tschernigowski”.
26 października 1916 roku 22 mile od Przylądka Północnego U-56 zatrzymał i zatopił brytyjski statek parowy SS „Oola”, o pojemności 2494 BRT.  Statek płynął z ładunkiem węgla z Newcastle do Aleksandrowska w obwodzie murmańskim.
3 listopada 1916 roku U-56 zaginął wraz z cała 35-osobową załogą.